# ملكية عامة
الملكية العامة (بالإنجليزية: Public domain) تتألف من جميع الأعمال الإبداعية التي لا تنطبق عليها أي حقوق ملكية فكرية حصرية. قد تكون هذه الحقوق منتهية الصلاحية، أو مفقودةً، أو متنازل عنها أو غير قابلة للتطبيق.
من الأمثلة على ذلك، أعمال كل من ويليام شكسبير ولودفيغ فان بيتهوفن ومعظم الأفلام الصامتة الأولى، التي تعد ملكيةً عامةً نظرًا إلى تأليفها قبل وجود حقوق النشر أو انتهاء صلاحية حقوق نشرها. تُعتبر بعض الأعمال ملكيةً عامةً إذ إنها لا تملك حقوق نشر – من بينها الصيغ الفيزيائية النيوتنية، ووصفات الطبخ وجميع برامج الحاسوب التي صُنعت قبل عام 1974. توجد أعمال أخرى مكرسة من قبل مؤلفيها للملكية العامة (متنازل عنها)؛ تشمل بعض الأمثلة على هذا التطبيقات المرجعية للخوارزميات المشفرة وبرنامج معالجة الصور «إيميج جاي» (طُور عبر المعاهد الوطنية للصحة)، بالإضافة إلى كتاب حقائق العالم الخاص بوكالة المخابرات المركزية «سي آي إيه». لا يُطلق مصطلح ملكية عامة عادةً على الحالات التي يحتفظ فيها صانع العمل بحقوق متبقية، إذ يُشار إليها عند استخدامها في هذه الحالة، بغرض إنجاز عمل ما، «بترخيص» أو «مع تصريح».
نظرًا لاختلاف الحقوق اعتمادًا على كل دولة وسلطة قضائية، قد يخضع العمل إلى حقوق ملكية في بلد ما ويُعتبر ملكيةً عامةً في بلد آخر. تعتمد بعض الحقوق على التسجيلات في كل دولة على حدة، إذ يعطي غياب التسجيل في دولة معينة، إذا لزم الأمر، العمل صفة الملكية العامة في هذه الدولة. من الممكن أن يُستخدم مصطلح الملكية العامة بالتبادل مع مصطلحات أخرى غير دقيقة أو محددة، مثل «الحيز العام» أو «المشاعات العامة»، يتضمن هذا مفاهيم مثل «مشاعات العقل»، و«المشاعات المعرفية» و«مشاعات المعلومات».

## التعريف
التعاريف بحدود الملكية العامة فيما يتعلق بحقوق النشر أو حقوق الملكية الفكرية تعتبر وترى بأن الملكية العامة مساحة فردية هذا وتتكون الملكية العامة من الأعمال التي لم تعد ضمن مصطلح قانون حقوق الطبع والنشر ولم تكن محمية اصلا بموجب هذا القانون.
و بناءاً على ما يقوله جيمس بويل فإن هذا التعريف يؤكد على الاستخدام الشائع لمصطلح الملكية العامة حيث يساوي الملكية العامة بالممتلكات العامة ويعمل بحقوق النشر للممتلكات الخاصة. على الرغم من ذلك فإن العمل فإن الاستخدام لمصطلح الملكية العامة يمكن أن يكون محبب أكثر ويشمل على سبيل المثال العمل في حقوق الطبع والنشر المصرح به من قبل استثناءات حقوق الطبع والنشر. وهذا التعريف الذي يتعلق بالعمل في حقوق الطبع والنشر في نطاق موضوع الملكية الخاصة خاضع لسياسة الاستخدام العادل والملكيات المقيدة.
التعريف الخيالي الذي يطرحه لانج يركز على ماذا يجب أن تكون الملكية العامة " حيث يجب أن تكون الملاذ والمكان للتعبير الإبداعي الفردي وملجأ يمنح التأييد والحماية ضد قوى الاستيلاء الخاص التي تهدد هذا النوع من الإبداع.
باتيرسون وليندبيرج وصفوا الملكية العامة بأنها مفهوم أكثر من كونها منطقة أو شيء مادي وهذه بعض المواد التي يشملها الوصف " الهواء الذي نتنفسه، ضوء الشمس، المطر، الفضاء، الحياة، المخلوقات، الاعتقادات، المشاعر، الأفكار، الكلمات، والأرقام حيث لا تخضع أي من هذه المفاهيم للملكية الخاصة.
المواد التي تشكل تراثنا الثقافي يجب أن تكون مجانية لكل الاحياء لاستخدامها فهي لا تقل اهمية عن ضرورة الاستمرار البيولوجي.
مفهوم الملكية العامة ايضاً يمكن استبداله بمصطلحات أخرى غير دقيقة أو معرفة مثل (الفضاء العام public sphere) أو (المشاعات commons) بما يشمل مفاهيم مثل «العقول والأفكار المشتركة»، «الفكريات والمعلومات المشتركة».

الأيقونة غير الرسمية للملكية العامة

## القيمة
حددت باميلا صامويلسون ثماني «قيم» يمكن أن تنشأ من المعلومات وتعمل في المجال العام ويجب تطبيقها والعمل بها. تتضمن القيم المحتملة كل مما يلي:
1. اللبنات الأساسية لإنشاء معرفة جديدة، وتشمل الأمثلة البيانات والحقائق والأفكار والنظريات والمبادئ العلمية.
2. الوصول إلى التراث الثقافي من خلال موارد المعلومات مثل النصوص اليونانية القديمة وسمفونيات موتسارت.
3. تعزيز التعليم، من خلال نشر المعلومات والأفكار والمبادئ العلمية.
4. تمكين الابتكار في المتابعة، من خلال على سبيل المثال براءات الاختراع منتهية الصلاحية وحقوق التأليف والنشر.
5. تمكين الوصول بتكلفة منخفضة إلى المعلومات دون الحاجة إلى تحديد موقع المالك أو التفاوض بشأن إزالة الحقوق ودفع إتاواتها، من خلال المصنفات أو براءات الاختراع التي انتهت صلاحيتها على سبيل المثال، وتجميع البيانات غير الأصلية.[15]
6. تعزيز الصحة والسلامة العامة، من خلال المعلومات والمبادئ العلمية.
7. تعزيز العملية والقيم الديمقراطية، من خلال الأخبار والقوانين والتنظيم والرأي القضائي وهذا يعطي الحرية للكل بلعمل ما يريد.
8. تمكين التقليد التنافسي بين الكتاب وانتاجاتهم، على سبيل المثال، براءات الاختراع منتهية الصلاحية وحقوق التأليف والنشر، أو التقنيات التي تم الكشف عنها علنًا والتي لا تتأهل لحماية براءات الاختراع.

## تاريخياً حسب السياق التاريخي للملكية العامة
على الرغم من أن مصطلح «ملكية عامة» لم يتم استخدامه حتى منتصف القرن الثامن عشر إلا أن المفهوم يمكن تعقبه رجوعاً إالى القانون الروماني القديم. وكنظام محدد مسبقا مشمول في نظام حق الملكية فقد كان لدى الرومانيون نظام كبير لحقوق الملكية حيث عرّفوا بأشياء كثيرة لا يمكن ان تكون مملوكة بملكية خاصة. مثل (الممتلكات المباحة res nullius) و (المشتركات بين البشر res communes) و (العلاقات العامة res publica) و (ممتلكات روما  res univirsities).
و المصطلح (الممتلكات المباحة res nullius) قد تم تعريفه كأشياء لم يتم تخصيصها بعد. المصطلح res communes) المشتركات بين البشر) قد تم تعريفه بالأشياء المشتركة التي يتمتع بها الجنس البشري كذلك الأمر كالهواء وضوء الشمس والمحيطات. المصطلح (res publicae) يعود إلى الأشياء التي يتم مشاركتها من قبل جميع المواطنين دون استثناء. والمصطلح (res univirsities) يعني الأشياء المملوكة من قبل بلديات روما القديمة[بحاجة لمصدر].
و عندما يتم النظر إلى مصطلح الملكية العامة من منظور تاريخي يمكننا القول بأن البنية لهذه الفكرة قد جائت من المفاهيم الثلاثة سابقة الذكر (res communes, res publicae, and res universitatis) في القانون الروماني القديم.
عندما تم إنشاء أول قانون لحقوق الطبع والنشر في بريطانيا والمعروف بقانون آن عام 1710 الملكية العامة لم تظهر على الرغم من ذلك فقد تم تطوير مفاهيم مشابهة من قبل الفقهاء والقانونيين الفرنسيين والبريطانيين في القرن الثامن عشر فبدلاً من استخدام مصطلح ملكية عامة public domain استخدموا مصطلح الحق العام  publici juris أو مصطلح الممتلكات العامة propriété publique لوصف الأعمال التي لم تكن محمية بموجب قانون حقوق النشر[بحاجة لمصدر].
و يمكن تتبع عبارة الوقوع في الملكية العامة إلى منتصف القرن التاسع عشر في فرنسا لوصف نهاية حقوق الطبع والنشر. الشاعر الفرنسي آلفريد ديفيني ساوى بين انتهاء صلاحية العمل بحقوق الطبع والنشر إلى الوقوع في «حفرة الملكية العامة» وإذا تلقت الملكية العامة أي اهتمام من محامي الملكية الفكرية فإنه لا يزال التعامل معها أكثر بقليل من ممتلكات الحقوق الفكرية مثل حقوق الطبع والنشر، براءات الاختراع والعلامات التجارية المسجلة التي انتهت أو تم التخلي عنها.
في السياق التاريخي يصف بول توريمانز حقوق الطبع والنشر بأنها «الشعاب المرجانية الصغيرة التي برزت من محيط الملكية العامة».
قانون حقوق الطبع والنشر يختلف من بلد لآخر، فقد وصفت الباحثة القانونية الأمريكية باميلا صامويلسون أن الملكية العامة «بأحجام مختلفة في أوقات مختلفة وأزمان مختلفة»[بحاجة لمصدر].

## العلاقة مع الأعمال المشتقة
تشمل الأعمال المشتقة كل من الترجمات والتوزيعات الموسيقية وتمثيل عمل ما، بالإضافة إلى أشكال أخرى من التحويلات والتعديلات. لا يجوز استخدام الأعمال الخاضعة لحقوق النشر في إنجاز أعمال مشتقة دون أخد موافقة مالك حقوق النشر، بينما من الممكن استخدام الأعمال التي تندرج تحت الملكية العامة بحرية وبدون إذن من أجل إنجاز أعمال مشتقة عنها. يُعاد إنتاج الأعمال الفنية المندرجة تحت الملكية العامة فوتوغرافيًا وفنيًا، ويمكن استخدامها كأساس بهدف إنتاج أعمال تأويلية جديدة. يمكن أيضًا وضع حقوق نشر على الأعمال المشتقة عن أعمال الملكية العامة.
عند دخول الأعمال مجال الملكية العامة، يزداد عدد الأعمال المشتقة عنها بشكل ملحوظ كاقتباسات الأفلام أو الكتب، مثلما حدث مع رواية الكاتبة فرانسيس هادسون برنيت الحديقة السرية، إذ أصبحت ملكيةً عامةً في الولايات المتحدة الأمريكية في عام 1977 ومعظم الدول الأخرى في عام 1995. بحلول عام 1999، استُخدمت مسرحيات شكسبير، التي تندرج كلها تحت الملكية العامة، في أكثر من 420 فيلم طويل. بالإضافة إلى اقتباسها الواضح، استُعملت كنقطة انطلاق في إنتاج روايات تحويلية مثل رواية توم ستوبارد روزنكراتز وغيلدنستيرن ميتان والفيلم المنتج من قبل شركة تروما بعنوان روميو وجولييت. يُعد عمل الرسام مارسيل دوشاب «إل. إتش. أو. أو. كيو.» عملًا مشتقًا عن لوحة الموناليزا العالمية لليوناردو دا فينشي، وهو واحد من آلاف الأعمال الأخرى التي اقتُبست عن اللوحة الأصلية ذات الملكية العامة.

## العمل الخاضع للملكية العامة
العمل الخاضع للملكية العامة (public domain) هو العمل الإبداعي الذي لا يحمى بحقوق النشر الذي يمكن استعماله بحرية من قبل أي شخص. الأعمال تشمل الصور، والرسوم، والمقالات الكتابية، والكتب، وغيرها. الأسباب التي تجعل العمل غير محميٍّ تتضمّن
- انتهاء مدة حقوق النشر للعمل.
- إخفاق المؤلف في إرضاء الشكليات القانونية لحقوق النشر.
- العمل من قبل الحكومة الأمريكية.

### كتاب الملكية العامة
هو كتاب حقوق نشره غير محفوظة أي بما معناه ان كتابته قد تمت بدون ترخيص أو هو كتاب قد انتهت صلاحيه حقوق نشره منذ فترة تكون محددة ومعروفة حسب القانون.
في معظم البلدان فترة  حمايه حقوق النشر تنتهي في اليوم الأول من شهر كانون الأول أي بعد ما يقارب سبعين سنة من وفاة آخر كاتب لهذا الكتاب الذي وضعت له حقوق النشر
كما أن أطول مدة لحقوق النشر موجوده في دولة المكسيك وهي حياة الكاتب كاملة حتى موته بغض النظر عن سنه عند الوفاة، بالإضافة إلى مئة عام كاملة بعد وفاته  هذا الأمر منذ عام 1928.
إلا أنه هناك استثناء بارز في الولايات المتحدة الأمريكية  لكل كتاب قد نشر قبل عام 1925 في المجال العام
حقوق النشر الأمريكية تستمر لمدة خمسة وتسعين عاما  كاملة للكتب المكتوبة في الفترة ما بين عام 1925 وعام 1978.
على سبيل المثال  أعمال جين أوستن ولويس كارل وماشادو دي ايسس في القطاع العام والتى متوفرة في جميع أنحاء العالم مع انهم ماتوا جميعا منذ أكثر من مئه عام ولكن كتبهم متوفرة حتى الآن ورقيا أو الكترونيا ويمكن لاي شخص الوصول اليهم متى شاء.
كما وقد أصبحت عشرات الآلاف من كتب المجال العام متاحة ككتب إلكترونية على الإنترنت ويمكن لاي شخص ان يتصفحها كاملة وبدون نقص وهذا كله بفضل مشروع غوتنبرغ إضافة إلى وجود الأنترنت وكثرة التكنولوجيا في هذا الوقت.

### الموسيقى العامة (دون حقوق ملكية)
ألف البشر الموسيقى منذ آلاف السنين. وكان أول نظام للنوتة الموسيقية، هو نظام موسيقى بلاد ما بين النهرين، والتي ألفت قبل 4000 عام. فقد اخترع جايدو أريتسو النوتة الموسيقية اللاتينية في القرن العاشر (يلزم توثيق). وقد حدد ذلك الأسس للحفاظ على الموسيقى العالمية العامة، وهو تمييز تشكل إلى جانب أنظمة حقوق الملكية الفكرية في القرن ال 17. فقد قام الموسيقيين بتسجيل حقوقهم الفكرية الخاصة بإنتاجاتهم الموسيقية وتسجيلها ككتابات أدبية، غير أن عزف المقطوعات المسجلة كحقوق فكرية وتأليف أعمال مشتقة عنها لم تكن مقيدة بقوانين الحقوق الفكرية القديمة. كما أن النسخ كان شائعاً، حسب القانون، غير أن توسيع تلك القوانين هدف إلى منفعة الأعمال الأدبية وكذلك الاستجابة لإنتاجية التكنولوجيا التجارية في مجال تسجيل الموسيقى، مما أدى لقوانين أكثر تشدداً. وإلى حد ما، انتشرت مؤخراً بين الموسيقيون وجهة النظر القائلة بأن النسخ ليس مرغوباً وكذلك ضرب من الكسل.
وتميز قوانين الحقوق الفكرية الأمريكية بين المؤلفات الموسيقية والتسجيلات الصوتية، حيث تشير الأولى إلى اللحن، والنوتة و/أو الأشعار، بمافي ذلك ورقة الموسيقى، وتشير الثانية إلى التسجيل الذي يعزفه فنان، ويشمل ذلك القرص المدمج والالبومات أو الملفات الصوتية الرقمية. وتندرج المؤلفات الموسيقية تحت نفس القوانين باعتبارها أعمال أخرى، وأي شيء نشر قبل العام 1922 يعتبر عاماً. ومن جهة أخرى تخضع التسجيلات الصوتية لقوانين مختلفة ولا تتمتع بوضعية عامة حتى 2021-2067، حسب تاريخ وموقع النشر.
ويقوم مشروع Musopen بتسجيل الموسيقى العامة لغرض جعل الموسيقى متاحة لعامة الجمهور بصيغة صوتية عالية الجودة. وتحتفظارشيفات الموسيقى على الإنترنت بمجموعات موسيقية كلاسيكية سجلها ميزوبين وتوفرها للتنزيل/التوزيع كخدمة عامة.

### الملكية العامة في الولايات المتحدة
تخضع الأعمال للملكية العامة حسب الشروط التالية:

### الأعمال غير المنشورة
- عند مرور 70 عاماً على وفاة صاحبه.
- الأعمال التي يكون صاحبها غير معروف أو يقوم بنشر أعماله دونما يفصح عن هويته، وقد مرت 120 سنة منذ إنشاء العمل.
- الأعمال التي نشأت قبل عام 1978، ولكنها نشرت بين عامي 1977 و2003، ومر 70 عاماً على وفاة صاحب العمل، ولكن لا يكون العمل خاضع للملكية العامة إلا بعد 31 ديسمبر 2047.
- الأعمال التي نشأت قبل عام 1978 ولكنها نشرت بعد 31 ديسمبر 2002، ومر 70 عاماً على وفاة صاحب العمل.
- عندما يكون تاريخ وفاة صاحب الأعمال غير المنشورة غير معروف، ومرت 120 عاماً على إنشاء العمل.

### الأعمال المنشورة داخل الولايات المتحدة
- جميع الأعمال المنشورة قبل عام 1923.
- الأعمال المنشورة بين عامي 1923 و1977 دون إعلام بحقوق النشر.
- الأعمال المنشورة بين عام 1978 و1 مارس 1989 دون إعلام بحقوق النشر، ودون تسجيل لاحق.
- الأعمال المنشورة بين عام 1978 و1 مارس 1989 دون إعلام بحقوق النشر، ولكن مع تسجيل لاحق، ومر 70 عاماً على وفاة صاحب العمل.
- الأعمال المنشورة بين عام 1978 و1 مارس 1989 دون إعلام بحقوق النشر، ولكن مع تسجيل لاحق، وهي منشورة من قبل أكثر من شخص، ومرت 95 سنة على نشرها أو 120 سنة على إنشائها (المدة الأقصر).
- الأعمال المنشورة بين عامي 1923 و1963 مع إعلام بحقوق النشر، ولكن هذه الحقوق لم تجدد.
- الأعمال المنشورة بين عامي 1923 و1963 مع إعلام بحقوق النشر، هذه الحقوق تجددت، ومرت 95 سنة على نشرها.
- الأعمال المنشورة بين عامي 1964 و1977 مع إعلام بحقوق النشر، ومرت 95 سنة على نشرها.
- الأعمال المنشورة بين عام 1978 و1 مارس 1989 مع إعلام بحقوق النشر، ومر 70 عاماً على وفاة صاحب العمل.
- الأعمال المنشورة بين عام 1978 و1 مارس 1989 مع إعلام بحقوق النشر، وهي منشورة من قبل أكثر من شخص، ومرت 95 سنة على نشرها أو 120 سنة على إنشائها (المدة الأقصر).
- الأعمال المنشورة بعد 1 مارس 1988، ومر 70 عاماً على وفاة صاحب العمل.
- الأعمال المنشورة بعد 1 مارس 1988، وهي منشورة من قبل أكثر من شخص، ومرت 95 سنة على نشرها أو 120 سنة على إنشائها (المدة الأقصر).

### الأعمال المنشورة خارج الولايات المتحدة
- جميع الأعمال المنشورة قبل 1 يوليو 1909.
- الأعمال المنشورة بين 1 يوليو 1909 و1922 الملتزمة بالشكليات الأمريكية.
- الأعمال المنشورة بين عامي 1923 و1977 مع إعلام بحقوق النشر، وحقوق نشرها لا تزال محفوظة في البلد المنشورة فيها منذ 1 يناير 1996، ومر 95 عاماً على نشرها.
- الأعمال المنشورة بين 1 يوليو 1909 و1922 بلغة غير اللغة الإنجليزية، ودون إعادة نشر لاحقة بإعلام بحقوق النشر.
- الأعمال المنشورة بين عامي 1923 و1977، وهي خاضعة في بلدها للملكية العامة منذ 1 يناير 1996.
- الأعمال المنشورة بين عامي 1923 و1977 بلغة غير اللغة الإنجليزية، ودون إعادة نشر لاحقة بإعلام بحقوق النشر، وهي غير خاضعة في بلدها للملكية العامة منذ 1 يناير 1996، ومر 95 عاماً على نشرها.
- الأعمال المنشورة بين عامي 1923 و1977 باللغة الإنجليزية، ولكن دون إعادة نشر لاحقة بإعلام بحقوق النشر، النشر، وهي غير خاضعة في بلدها للملكية العامة منذ 1 يناير 1996، ومر 95 عاماً على نشرها.
- الأعمال المنشورة بعد 1 يناير 1978، ولم تنتهِ حقوق النشر في بلدها قبل 1 يناير 1996، ومر 70 عاماً على وفاة صاحب العمل.
- الأعمال المنشورة بعد 1 يناير 1978، ولم تنتهِ حقوق النشر في بلدها قبل 1 يناير 1996، وهي منشورة من قبل أكثر من شخص، ومرت 95 سنة على نشرها أو 120 سنة على إنشائها (المدة الأقصر).
- الأعمال المنشورة بعد 1 يوليو 1909 بواسطة مواطن من أفغانستان، أو بوتان، أو إثيوبيا، أو إيران، أو العراق، أو نيبال، أو سان مارينو، ونشرت في أحد هذه البلدان.